# Marius Millot
Marius Millot (Allain, 24 août 1851 - Nancy, 17 mai 1938) était un compositeur , chef d'orchestre et violoniste français.
Millot a étudié la musique théorique, la composition, la réalisation et le violon au conservatoire de Marseille. Il a été directeur d'une fanfare militaire française, celle du 37e régiment d'infanterie de Toulon. Comme compositeur, il a écrit des marches,,, des ouvertures et des danses pour orchestre et cuivres ainsi que pour des groupes militaires.

## Compositions

### Harmonie et Fanfare
- 1897 Ballet de Clowns
- 1915 Au régiment
- Driant
- Le Brisquard
- Le chant du coq, mars
- Le drapeau de la paix
- Le tonnelle fleurie, ouverture
- Louis XIV, pas redoublé
- Marche du 37e rég. d'Infanterie, avec tambours et clairons[6].
- Michel Strogoff, pas redoublé sur un motif d'Artus pour harmonie ou fanfare avec des tambours, clairons, trompettes et cors de chasse[7],[8].

## Publications
- Notions préliminaires de solfège, Paris, Andrieu frères, 1913. 23 p. [9]